# Robert (olomoucký biskup)
Robert zvaný Angličan (německy Robert von England; † 17. října 1240 Olomouc) byl olomoucký biskup v letech 1201–1240, převor cisterciáckého kláštera na Zelené hoře u Nepomuku v západních Čechách, český královský kaplan. Podle tradice pokládán za Angličana z Hertfordshire, pravděpodobněji však pocházel odněkud z Porýní, které mělo k Anglii vazby.

## Život
V mládí prošel studiem na pařížské universitě a po příchodu do Čech se stal cisterciáckým mnichem v klášteře řádu Zelená hora u Nepomuku, kde byl později i jeho převorem. Stal se velkým příznivcem českého krále Přemysla Otakara I., v jeho službách se stal obratným diplomatem. Za svou věrnost získal Robert úřad královského kaplana. V roce 1198 zastupoval českého krále ve sporu s papežskou kurii ve věci rozvodu Přemysla Otakara I. s Adlétou Míšeňskou. Za své služby byl českým králem po zásluze odměněn, byl jmenován olomouckým biskupem. Český král si vážil jeho loajality, v době nepřítomnosti krále byl pověřen jeho zastupováním jako místodržící na Moravě.
Dne 10. května 1204 zachvátil olomouckou katedrálu požár, který zničil i vnitřní vybavení. Biskup Robert dal okamžitě zahájit obnovu biskupského kostela a ambitu. Získal pro katedrálu i mnoho velmi cenných relikvií. Nechal si v Olomouci postavit palác (dnes částečně zachovalý) s výzdobou románských okenních oblouků. Dal vystavět kamenný hrad v Pustiměři, který byl spolu s dříve postavenou rotundou významným místem Moravy. Ve své závěti činí jistý odkaz pustiměřské románské rotundě.
Biskup Robert dobře vycházel i s královým bratrem moravským markrabětem Vladislavem Jindřichem. Biskupovo sepětí s pražským dvorem i královskou kanceláří vyneslo olomoucké diecézi důležité výsady. V roce 1206 zaručil Přemysl Otakar I. olomoucké kapitule i právo svobodné volby biskupa.
Biskup Robert se účastnil IV. lateránského koncilu v Římě, ale jeho ideje ho neovlivnily. Byl zaměřen racionalisticky a světských požitků se zcela nezříkal. Blízké kontakty s králem určovaly Robertův postoj k tehdy probíhajícímu boji církve o vymanění se z područí světské moci.
K výzvám kurie zůstával chladným, nikdy nepodpořil pražského biskupa Ondřeje a vždy stál na straně krále. Stal se dokonce předmětem kritiky samotného papeže, když poté, co pražský biskup Ondřej vyhlásil roku 1210 nad celou diecézí interdikt a opustil zemi, celebroval biskup Robert v katedrále sv. Víta v Praze slavnostní bohoslužby.
V roce 1205 se spolupodílel na založení prvního moravského cisterciáckého kláštera, a to na Velehradě, jehož vlastním donátorem byl moravský markrabě Vladislav Jindřich. Roku 1207 založil při sv. Petru v Olomouci klášter augustiniánek a nadal ho majetkem. Jako cisterciácký mnich byl velký propagátor tohoto řádu v českých zemích.
Roku 1219 byl opatem premonstrátského kláštera v Želivě Vilémem obviněn z vraždy a páchání smilstva s jeptiškami. Papež jmenoval vyšetřovací komisi, jež se ale pravděpodobně postavila za biskupa Roberta, protože zůstal ve svém úřadu.
Když roku 1225 Heilvida (Heilwidis) ze Znojma založila klášter Vallis Sanctae Mariae v Oslavanech, účast biskupa Roberta při založení dokládá listina třebíčského opata Lukáše, král Přemysl Otakar I. pak potvrdil založení kláštera dne 26.6.1225.
V roce 1228 se konalo slavnostní vysvěcení kostelů obou zmíněných klášterů, 7.11. oslavanského a 27.11. velehradského. Na obou místech byl světitelem biskup Robert a slavnostních událostí se zúčastnili jak král Přemysl Otakar I. a královna Konstancie, tak čerstvý moravský markrabí Přemysl.
Dne 31.10.1234 připojil biskup Robert svou pečeť k listině markraběte Přemysla ohledně kláštera Porta coeli a někdy v létě 1239 daroval tomuto klášteru patronátní právo ke kostelu sv. Václava v Tišnově.
V roce 1240 Robert těžce onemocněl a rozhodl se ke dni 17. ledna 1240 na úřad Olomouckého biskupa rezignovat. Je možné, že tato rezignace nebyla dobrovolná. Nasvědčoval by tomuto postup papeže, který rezignaci urychleně přijal a navíc nařídil hradišťskému opatovi a doubravnickému proboštovi, aby biskupa k odstoupení i donutili, kdyby se rozhodl jinak. Důvody k takovému jednání lze hledat v Robertově podpoře panovníka, ve finančních nepořádcích, jež zjistila v olomoucké kapitule vizitace mohučského arcibiskupa Sigfrieda III. von Eppsteina, nebo také v biskupově vystupování proti hlásání stigmat sv. Františka.
Biskup Robert zemřel uprostřed zmatků kolem jeho úřadu 17.10.1240 a byl pohřben na vlastní přání v bazilice velehradského kláštera. Jeho mramorový náhrobek se nacházel před oltářem sv. Kříže.